# Jordanoleiopus zanzibaricus
Jordanoleiopus zanzibaricus là một loài bọ cánh cứng trong họ Cerambycidae.